# Diego Chará
Diego Chará (Cali, Valle del Cauca, Colombia; 5 de abril de 1986) es un futbolista colombiano. Juega de mediocampista y su equipo actual es el Portland Timbers de la Major League Soccer de Estados Unidos. A nivel internacional, disputó dos encuentros por la selección de Colombia entre 2010 y 2011.
Es el jugador que más partidos ha disputado en el Portland Timbers, club al que pertenece desde 2011.
Sus hermanos Luis Felipe y Yimmi también son futbolistas.

## Trayectoria

### Quindío
Debutó como profesional en 2004 con el Deportes Quindío, equipo con el que estuvo durante cuatro años.

### América de Cali
Para el 2009 llegó al América de Cali, al firmar un contrato de préstamo por un año con opción de compra. Con este equipo disputó su primer partido internacional, esto durante la Copa Libertadores 2009. Dicho juego fue el 10 de febrero, ante Defensor Sporting en Uruguay, y cuyo resultado fue una victoria 1-0 para el conjunto local.
Al finalizar 2009, el América de Cali no le renovó el contrato a él y a otros 17 jugadores, por lo que sale del cuadro Escarlata.

### Deportes Tolima
Fichó para la temporada 2010 con el Deportes Tolima. Debutó el 31 de enero de 2010 en la victoria 3 a 1 sobre el Deportivo Cali en el Estadio Manuel Murillo Toro por la primera fecha de la Liga. Su primer gol con el club lo marca el 13 de febrero en el empate a dos goles frente al Junior de Barranquilla. El 28 de agosto vuelve a marca gol en la derrota 3-1 en el clásico del tolima grande con el Atlético Huila marcando el único gol de su equipo y saliendo expulsado por doble amarilla, su último gol del año lo hace en la goleada 3 por 0 frente a La Equidad el 22 de octubre. Debutó con el Tolima a nivel internacional el 14 de septiembre por la Copa Sudamericana 2010 perdiendo 1-0 en Bolivia con Oriente Petrolero pero ganarían la vuelta 2 a 0, en este torneo llegarían a cuartos de final, eliminados por Independiente de Argentina.
El 26 de enero se juega el primer partido por la primera fase de la Copa Libertadores 2011 en el histórico empate 0-0 en casa del Corinthians de Brasil, el 2 de febrero juegan la vuelta dando una victoria histórica victoria 2 a 0 eliminando al Corinthians de Ronaldo en Ibagué. El 12 de marzo marca su primer gol del año en la derrota 3-1 frente al Independiente Medellín, vuelve a marcar el 3 de abril en el historia 7 a 4 contra el Atlético Huila en el clásico jugado en Neiva.

### Portland Timbers
Como resultado de su buen juego durante la Copa Libertadores 2011, Chará comenzó a recibir el ofertas de la Major League Soccer el club más interesado en hacerse con sus servicios fue Portland Timbers. En abril de 2011, Chará firmó con el Portland Timbers por una suma cercana a los (2.400.000.oo) dólares, y se convirtió en el primer jugador considerado como franquicia del club.
Debutaría el 23 de abril en la derrota 3-0 como visitantes en casa del LA Galaxy. El 20 de agosto marca su primer gol para el club en la victoria 2 a 1 sobre Vancouver Whitecaps, vuelve a marcar el 19 de septiembre en la goleada 3 por 0 sobre New England Revolution.

Su primer doblete con el club lo hace el 5 de abril de 2014 en el empate a cuatro goles contra Seattle Sounders siendo los únicos goles que marcaría en el año.
El 4 de abril de 2015 vuelve a marcar gol en la victoria 3 a 1 sobre el FC Dallas, hasta el 18 de octubre vuelve a anotar en la goleada 5 a 2 como visitantes contra LA Galaxy, marca el 8 de noviembre en la victoria 0 por 2 en casa de Vancouver Whitecaps, al final de la temporada quedarían campeones de la Major League Soccer 2015 ganándole la final 2-1 a Columbus Crew SC.
El 12 de marzo de 2017 marca el único gol de la victoria por la mínima como visitantes en casa de LA Galaxy siendo su rival preferido al marcarle tres goles de los ocho que lleva en Estados Unidos.
Su primer en el 2018 lo hace el 28 de agosto en la victoria 2 por 0 sobre Toronto FC.
Durante la competencia MLS is Back en 2020, Chará jugó su encuentro número 300 con el club de Portland, siendo el jugador que más encuentros a disputado por el club.
El 15 de enero de 2022, extendió su contrato con el club hasta 2024.

## Selección Colombia
Chará a disputado dos encuentros por la selección de fútbol de Colombia. Debutó en un amistoso contra Perú el 17 de noviembre de 2010, y participó en el juego por la eliminatoria al Mundial 2014 en el cual el equipo 'Cafetero' venció a Bolivia 2-1, el 11 de octubre de 2011 en el Estadio Hernando Siles de La Paz.

### Participaciones enEliminatorias al Mundial
| Eliminatoria                         | Sede del Mundial | Posición      | Resultado   | PJ | GA | Asis |
| ------------------------------------ | ---------------- | ------------- | ----------- | -- | -- | ---- |
| Eliminatorias Mundial de Brasil 2014 | Brasil           | 2°lugar 30pts | Clasificado | 1  | 0  | 0    |

## Estadísticas
Actualizado al último partido disputado el 23 de octubre de 2024.
| Club                            | Div.                | Temporada           | Liga  | Liga  | Copa nacional | Copa nacional | Copa de la Liga | Copa de la Liga | Internacional | Internacional | Otros | Otros | Total | Total |
| Club                            | Div.                | Temporada           | Part. | Goles | Part.         | Goles         | Part.           | Goles           | Part.         | Goles         | Part. | Goles | Part. | Goles |
| ------------------------------- | ------------------- | ------------------- | ----- | ----- | ------------- | ------------- | --------------- | --------------- | ------------- | ------------- | ----- | ----- | ----- | ----- |
| Deportes Quindío · Colombia     | 1.ª                 | 2004                | 3     | 0     | —             | —             | —               | —               | —             | —             | —     | —     | 3     | 0     |
| Deportes Quindío · Colombia     | 1.ª                 | 2005                | 32    | 0     | —             | —             | —               | —               | —             | —             | —     | —     | 32    | 0     |
| Deportes Quindío · Colombia     | 1.ª                 | 2006                | 25    | 0     | —             | —             | —               | —               | —             | —             | —     | —     | 25    | 0     |
| Deportes Quindío · Colombia     | 1.ª                 | 2007                | 32    | 2     | —             | —             | —               | —               | —             | —             | —     | —     | 32    | 2     |
| Deportes Quindío · Colombia     | 1.ª                 | 2008                | 32    | 0     | 6             | 0             | —               | —               | —             | —             | —     | —     | 38    | 0     |
| Deportes Quindío · Colombia     | Total               | Total               | 124   | 2     | 6             | 0             | 0               | 0               | 0             | 0             | 0     | 0     | 130   | 2     |
| América de Cali · Colombia      | 1.ª                 | 2009                | 31    | 1     | 3             | 0             | —               | —               | 6             | 0             | —     | —     | 40    | 1     |
| América de Cali · Colombia      | Total               | Total               | 31    | 1     | 3             | 0             | 0               | 0               | 6             | 0             | 0     | 0     | 40    | 1     |
| Deportes Tolima · Colombia      | 1.ª                 | 2010                | 42    | 3     | —             | —             | —               | —               | 6             | 0             | —     | —     | 48    | 3     |
| Deportes Tolima · Colombia      | 1.ª                 | A-2011              | 9     | 2     | —             | —             | —               | —               | 7             | 0             | —     | —     | 16    | 2     |
| Deportes Tolima · Colombia      | Total               | Total               | 51    | 5     | 0             | 0             | 0               | 0               | 13            | 0             | 0     | 0     | 64    | 5     |
| Portland Timbers Estados Unidos | 1.ª                 | 2011                | 28    | 2     | —             | —             | —               | —               | —             | —             | —     | —     | 28    | 2     |
| Portland Timbers Estados Unidos | 1.ª                 | 2012                | 28    | 0     | 1             | 0             | —               | —               | —             | —             | —     | —     | 29    | 0     |
| Portland Timbers Estados Unidos | 1.ª                 | 2013                | 31    | 0     | 2             | 0             | 4               | 0               | —             | —             | —     | —     | 37    | 0     |
| Portland Timbers Estados Unidos | 1.ª                 | 2014                | 31    | 2     | 1             | 0             | —               | —               | 0             | 0             | —     | —     | 32    | 2     |
| Portland Timbers Estados Unidos | 1.ª                 | 2015                | 28    | 2     | 0             | 0             | 4               | 1               | —             | —             | —     | —     | 32    | 3     |
| Portland Timbers Estados Unidos | 1.ª                 | 2016                | 30    | 0     | 0             | 0             | —               | —               | 4             | 0             | —     | —     | 34    | 0     |
| Portland Timbers Estados Unidos | 1.ª                 | 2017                | 29    | 1     | 0             | 0             | 1               | 0               | —             | —             | —     | —     | 30    | 1     |
| Portland Timbers Estados Unidos | 1.ª                 | 2018                | 27    | 2     | 3             | 0             | 6               | 0               | —             | —             | —     | —     | 36    | 2     |
| Portland Timbers Estados Unidos | 1.ª                 | 2019                | 30    | 0     | 4             | 0             | 1               | 0               | —             | —             | —     | —     | 35    | 0     |
| Portland Timbers Estados Unidos | 1.ª                 | 2020                | 20    | 1     | —             | —             | 1               | 0               | —             | —             | 4     | 0     | 25    | 1     |
| Portland Timbers Estados Unidos | 1.ª                 | 2021                | 28    | 2     | —             | —             | 4               | 0               | 4             | 0             | —     | —     | 36    | 2     |
| Portland Timbers Estados Unidos | 1.ª                 | 2022                | 28    | 0     | 1             | 0             | —               | —               | —             | —             | —     | —     | 29    | 0     |
| Portland Timbers Estados Unidos | 1.ª                 | 2023                | 29    | 0     | 0             | 0             | —               | —               | —             | —             | 3     | 0     | 32    | 0     |
| Portland Timbers Estados Unidos | 1.ª                 | 2024                | 32    | 0     | —             | —             | 1               | 0               | —             | —             | 2     | 0     | 35    | 0     |
| Portland Timbers Estados Unidos | Total               | Total               | 399   | 12    | 12            | 0             | 22              | 1               | 8             | 0             | 9     | 0     | 450   | 13    |
| Total en su carrera             | Total en su carrera | Total en su carrera | 605   | 20    | 21            | 0             | 22              | 1               | 27            | 0             | 9     | 0     | 684   | 21    |

### Selección
| Selección                                                                | Temporada     | Amistosos | Amistosos | Amistosos | Sudamérica1 | Sudamérica1 | Sudamérica1 | Mundial | Mundial | Mundial | Total | Total | Total  | Media goleadora |
| Selección                                                                | Temporada     | Part.     | Goles     | Asist.    | Part.       | Goles       | Asist.      | Part.   | Goles   | Asist.  | Part. | Goles | Asist. | Media goleadora |
| ------------------------------------------------------------------------ | ------------- | --------- | --------- | --------- | ----------- | ----------- | ----------- | ------- | ------- | ------- | ----- | ----- | ------ | --------------- |
| Mayores · Colombia                                                       | 2010          | 1         | 0         | 0         | —           | —           | —           | —       | —       | —       | 1     | 0     | 0      | 0.0             |
| Mayores · Colombia                                                       | 2011          | —         | —         | —         | 1           | 0           | 0           | —       | —       | —       | 1     | 0     | 0      | 0.0             |
| Mayores · Colombia                                                       | Total         | 1         | 0         | 0         | 1           | 0           | 0           | 0       | 0       | 0       | 2     | 0     | 0      | 0.0             |
| Total carrera                                                            | Total carrera | 1         | 0         | 0         | 1           | 0           | 0           | 0       | 0       | 0       | 2     | 0     | 0      | 0.0             |
| (1) Incluye los partidos de las Eliminatorias Mundialistas (Brasil 2014) |               |           |           |           |             |             |             |         |         |         |       |       |        |                 |

## Palmarés

### Campeonatos nacionales
| Título            | Club             | País           | Año  |
| ----------------- | ---------------- | -------------- | ---- |
| Copa MLS          | Portland Timbers | Estados Unidos | 2015 |
| MLS is Back       | Portland Timbers | Estados Unidos | 2020 |
| Conferencia Oeste | Portland Timbers | Estados Unidos | 2021 |

### Distinciones individuales
| Título                | Club             | País           | Año       |
| --------------------- | ---------------- | -------------- | --------- |
| Mejor jugador del año | Portland Timbers | Estados Unidos | 2012–2015 |